# Aciphylla lecomtei
Aciphylla lecomtei là một loài thực vật có hoa trong họ Hoa tán. Loài này được J.W.Dawson mô tả khoa học đầu tiên năm 1979.